# Dziennik Łódzki
Dziennik Łódzki – gazeta województwa łódzkiego i jedna z najstarszych w Polsce. Ukazuje się od 1884 roku sześć razy w tygodniu. W 2000 roku została połączona z dziennikiem „Wiadomości Dnia”. Dziennik Łódzki wydawany jest przez Polska Press Oddział w Łodzi.

## Powiązane tygodniki
Z Dziennikiem Łódzkim powiązanych jest 11 redakcji lokalnych – w Bełchatowie, Kutnie i Łęczycy (wspólna), Łowiczu, Piotrkowie Trybunalskim, Radomsku, Sieradzu, Skierniewicach Tomaszowie Mazowieckim, Wieluniu i Zduńskiej Woli. Dziennik Łódzki jest gazetą o charakterze publicystyczno-informacyjnym. Preferuje przekazywanie praktycznych informacji. Razem z gazetą ukazuje się wiele dodatków tematycznych. W każdy piątek ukazuje się wydanie magazynowe Dziennika z całotygodniowym dodatkiem telewizyjnym „Tele Magazyn” oraz tygodnikami lokalnymi (z wyjątkiem tygodnika „Nad Wartą”).
Powiązane tygodniki:
- Kocham Łódź
- Forum Łódź (do 2018)
- 7 Dni Tomaszów Opoczno
- 7 Dni Piotrków
- 7 Dni Bełchatów
- Co Nowego
- ITS
- Nad Wartą (ukazuje się w środy)
- Nad Wartą Weekend
- Nasz Tygodnik Zduńska Wola, Łask
- Nasz Tygodnik Wieluń, Wieruszów, Pajęczno
- Nasz Tygodnik Kutno, Łęczyca

## Dodatki do dziennika[4]
- Sport – poniedziałek
- Gratka + Motogratka – środa
- Zdrowie – środa
- Kocham Gotowanie – okazjonalnie
- Kocham Czytać – okazjonalnie
- Telemagazyn (dodatek z programem telewizyjnym) – piątek
- Magazyn Rodzinny – sobota

## Redaktorzy naczelni
- 1884 – 1886: Henryk Elzenberg[5],
- 1886 – 1892: Bolesław Knichowiecki[6],
- 1907: Alfons Dziaczkowski,
- 1919: Marian Nusbaum,
- 1931 – 1933: Józef Przybylski, Ryszard Manugiewicz, Janusz Rey, Jerzy Horzelski,
- 1945 – 1950: Anatol Mikułko,
- 1953 – 1959: Stanisław Mojkowski,
- 1959 – 1964: Jan Podoski,
- 1964 – 1971: Stanisław Januszewski,
- 1974 – 1990: Henryk Walenda,
- 1990 – 1991: Konrad Turowski,
- 1991 – 1992: Maciej Rosalak,
- 1992 – 1994: Zdzisław Szczepaniak,
- 1994 – 1995:  Maciej Wojciechowski,
- 1995 – 1997: Andrzej Wójtowicz,
- 1997 – 2000:  Jerzy Barski,
- 2002 – 2007: Julian Beck[7],
- 2007 – 2017 Robert Sakowski[7][8],
- 2017 – 2021: Marcin Kowalczyk,
- VI 2021 –  I 2023: Mirosław Malinowski[9],
- I - VIII 2023: Stanisław Wróbel,
- VIII 2023 – IV 2024: Piotr Samsik;
- IV - IX 2024 Mirosław Malinowski (p.o.)
- od 16 IX 2024: Marek Krzciuk[10].

## Historia

### 1884–1892
6 stycznia 1884 roku ukazał się pierwszy numer „Dziennika Łódzkiego”, który miał 4 strony. Największym entuzjastą, faktycznym redaktorem prowadzącym pismo, był publicysta i były współpracownik „Gazety Łódzkiej” (dodatku do „Lodzer Zeitung”) Henryk Elzenberg. Od lipca 1885 do lipca 1888 roku redakcja, administracja i drukarnia gazety mieściły się w pomieszczeniach Hotelu Hamburskiego (później pod nazwą Imperial) w kamienicy Chaima Bławata przy ul. Piotrkowskiej 17.
Oficjalnie jako wydawca figurował początkowo Zdzisław Kułakowski (od 6 stycznia 1884 do 13 lutego 1885), a następnie inżynier Stefan Kossuth (od 25 lutego 1885 do 31 grudnia 1892), nominalnie zaś redaktorami odpowiedzialnymi byli Zdzisław Kułakowski (od 6 stycznia 1884 do 26 sierpnia 1886), Antoni Chomętowski (od 27 sierpnia 1886 do 20 sierpnia 1889) i Bolesław Knichowiecki (od 21 sierpnia 1889 do 31 grudnia 1892). Jednak to właśnie Elzenbergowi „Dziennik Łódzki” zawdzięcza rozwój i funkcjonowanie. To między innymi dzięki jego staraniom gazeta otrzymała wsparcie finansowe ze strony Edwarda Herbsta – dyrektora naczelnego zakładów Karola Scheiblera.
Wsparcie Herbsta pozwoliło na płynne funkcjonowanie pisma przez okres co najmniej dwóch pierwszych lat. Dzięki wsparciu fabrykanta DŁ miał swoją własną drukarnię. Dziennikarze otrzymywali wynagrodzenia na czas, a ich pensje były porównywalne do wynagrodzeń najlepszych ówczesnych dzienników Królestwa Polskiego. Z DŁ współpracowali między innymi Jan Wisłocki, Maria Szeliga oraz Eliza Orzeszkowa.
Dziennik, który ukazywał się w latach 1884–1892, wychodził w formacie tabloidu. Objętość wynosiła zwykle cztery kolumny, do których czasem dołączano tzw. dodatki w postaci dłuższych fragmentów powieści lub ogłoszenia. Pierwszą stroną był zwykle obszerny tekst na całą stronę o tematyce gospodarczej, uzupełniany notowaniami z giełd. Drugą stronę zajmowały teksty z dziedziny „Przemysł i Handel”. Dalej umieszczano „Kronikę Łódzką”, „Kronikę krajową i zagraniczną” oraz „Telegramy”, które miały pełnić rolę substytutu tekstów politycznych w gazecie. Uzupełnieniem trzeciej strony była statystyka ruchu ludności, w której zamieszczano nawet co ważniejszych gości hotelowych przebywających wówczas w Łodzi. Ostatnią stronę zapełniały ogłoszenia.

### 1919
Tytuł „Dziennik Łódzki” pojawił się następnie w 1919 roku, jednak nie cieszył się powodzeniem i przestał się ukazywać.

### 1931–1932
19 września 1931 roku ukazał się pierwszy numer „Dziennika Łódzkiego – Niezależnego pisma porannego”, który był kontynuatorem Dziennika Łódzkiego z XIX wieku oraz dziennika z 1919 roku. 22 czerwca 1932 roku zmieniono jego nazwę na „Ilustrowany Dziennik Łódzki”. Redaktorem odpowiedzialnym był Józef Przybylski. Gazeta miała osiem stron w formacie A3.

### Po 1945
Cykl wydawniczy gazety przerwała II wojna światowa. 1 lutego 1945 roku ukazał się pierwszy powojenny numer DŁ liczący 4 strony. Wydano 10 numerów i nie wiadomo, jaka była przyczyna wstrzymania wydawnictwa. 6 lipca 1945 roku wznowiono publikację. Od 1 lipca 1975 do 30 grudnia 1980 roku gazeta ukazywała się pod nazwą „Dziennik Popularny”. W okresie PRL gazeta należała do koncernu RSW Prasa-Książka-Ruch i była jednym z trzech dzienników wydawanych w województwie łódzkim (obok „Expressu Ilustrowanego” i „Głosu Robotniczego”).
W ramach likwidacji RSW w latach 90. XX wieku Dziennik Łódzki przypadł spółce utworzonej przez środowiska związane z ZChN oraz koncernem Hersanta. Następnie tytuł od Hersanta odkupił w 1994 roku koncern Polska Press, należący do Verlagsgruppe Passau, który połączył w 2000 roku redakcję Dziennika Łódzkiego z redakcją „Wiadomości Dnia” tworząc największą regionalną gazetę w województwie łódzkim. Do tego samego koncernu należy też inny łódzki dziennik „Express Ilustrowany”.
W 2007 roku gazeta zmieniła nazwę na „Polska Dziennik Łódzki”. W nagłówku strony tytułowej widniało logo „Dziennik Łódzki” obok loga Polska The Times. 4 stycznia 2011 roku tytuł podawany na lewym brzegu strony tytułowej z informacją o prenumeracie zmienił się z powrotem na „Dziennik Łódzki”. Logo Polska The Times zniknęło ze strony frontowej 31 stycznia 2015.
W latach 2021–2023 redakcją kierował Mirosław Malinowski, który był jednocześnie redaktorem naczelnym „Expressu Ilustrowanego”.

## Galeria archiwalnych numerów

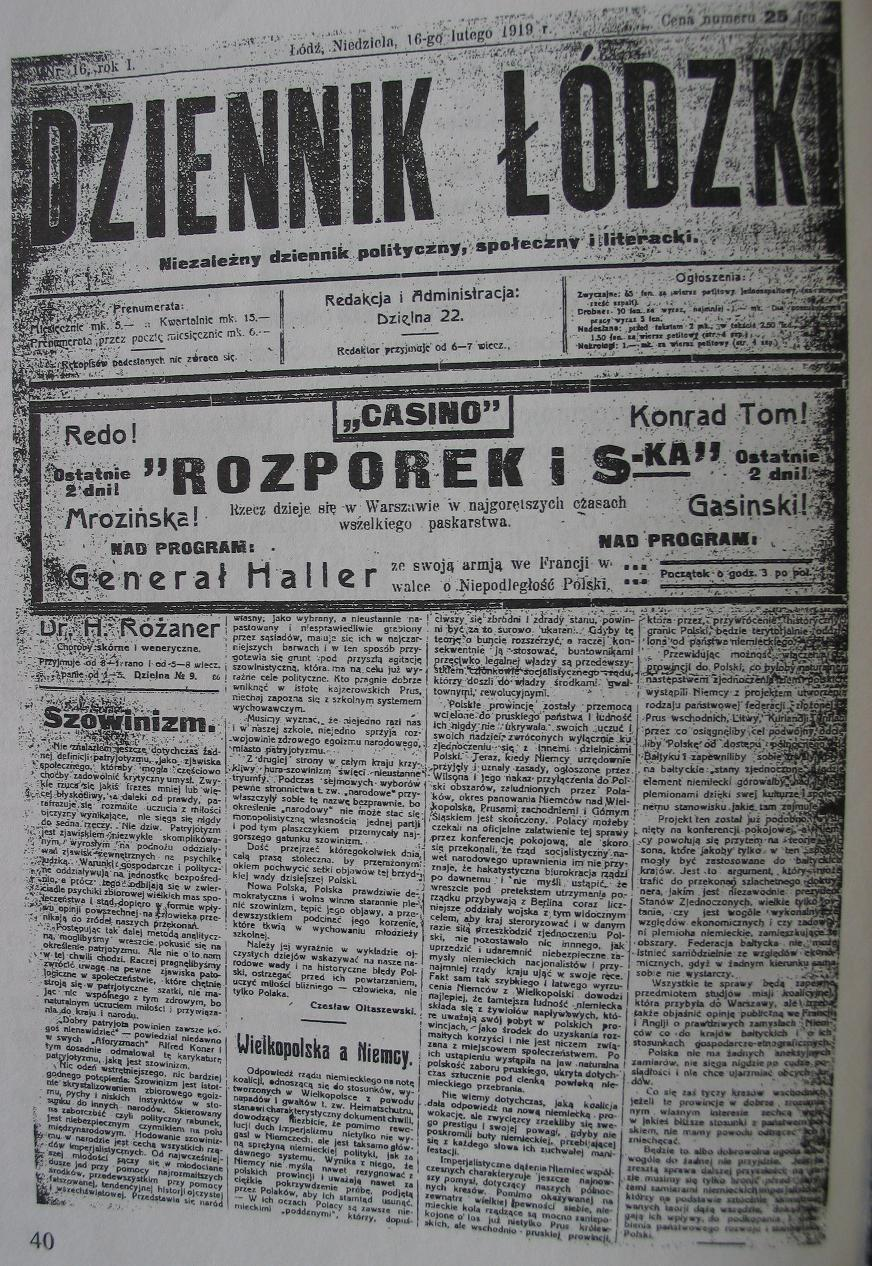
„Dziennik Łódzki” 16 lutego 1919
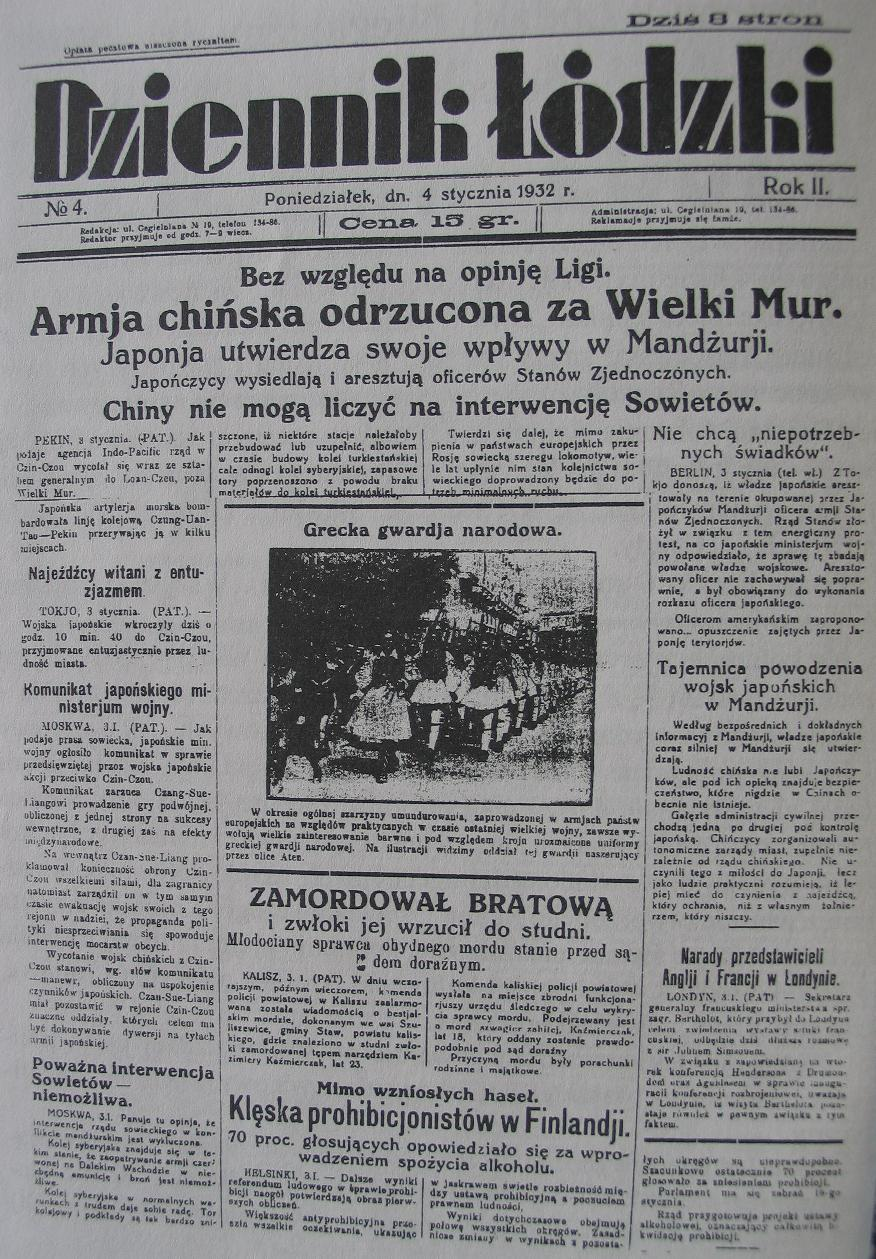
„Dziennik Łódzki” 4 stycznia 1932
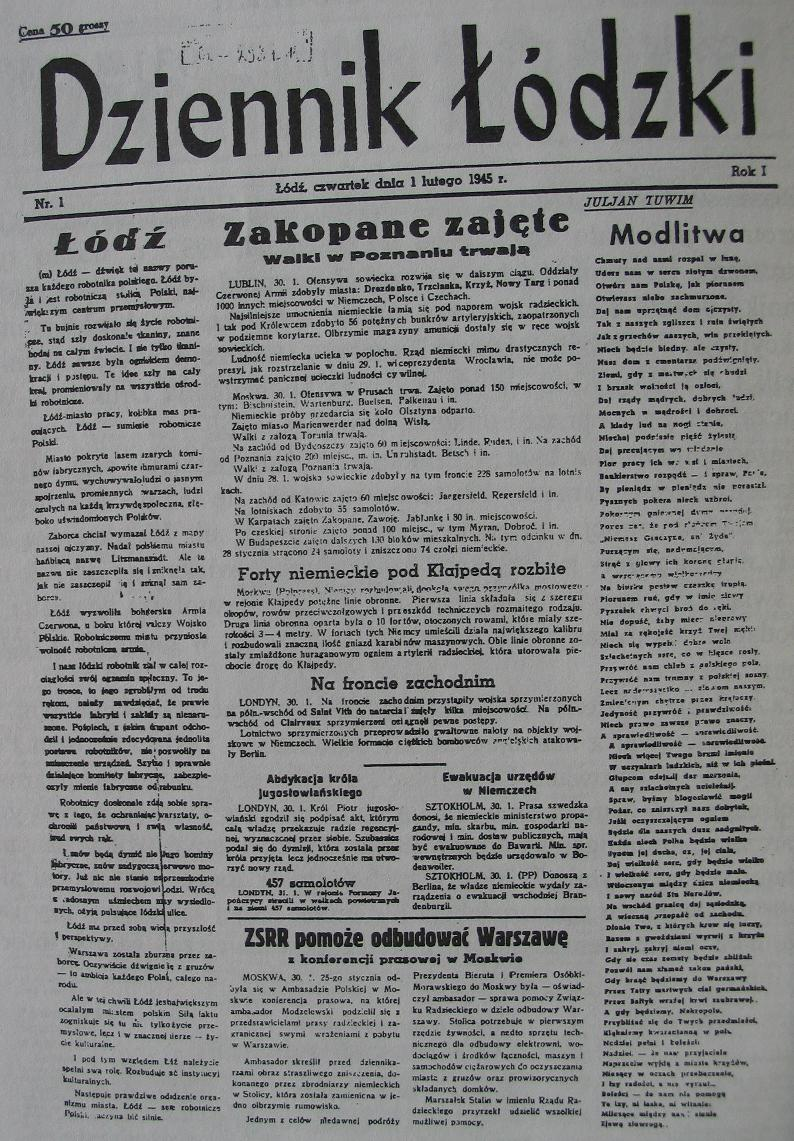
„Dziennik Łódzki” 1 lutego 1945
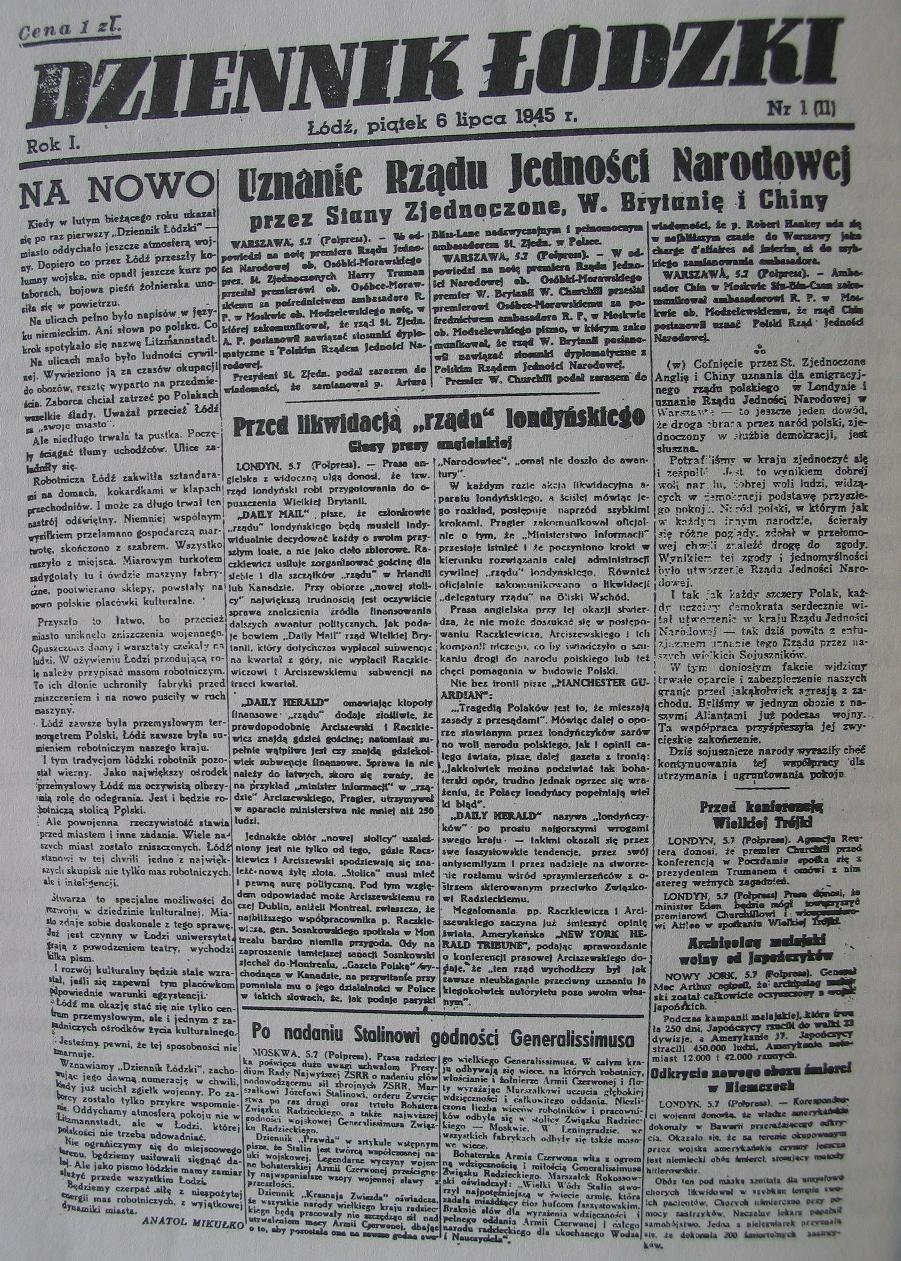
„Dziennik Łódzki” 6 lipca 1945